# Joseph Nguyễn Đức Cường

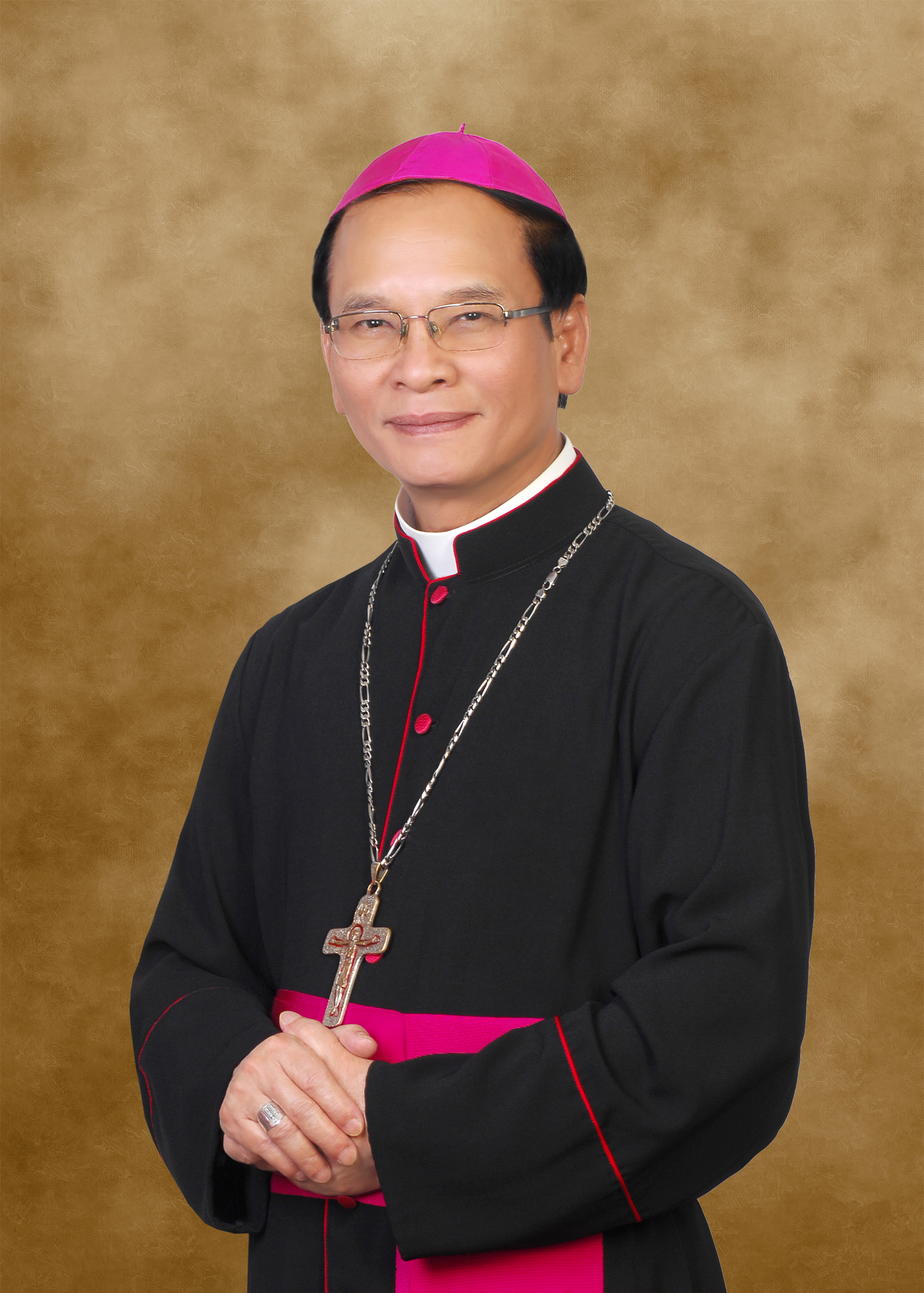
Joseph Nguyễn Đức Cường - vietnamesischer Geistlicher, römisch-katholischer Bischof von Thanh Hóa

Joseph Nguyễn Đức Cường (vietnamesisch: Giuse Nguyễn Đức Cường; * 14. Oktober 1953 in Quang Truong, Vietnam) ist ein vietnamesischer Geistlicher und römisch-katholischer Bischof von Thanh Hóa.

## Leben
Sein Name kombiniert westliche Namenstradition (Joseph als Vorname vor den Familiennamen Nguyễn) mit vietnamesischer (Đức Cường als persönlicher Name steht hinter dem Familiennamen).
Joseph Nguyễn Đức Cường empfing am 27. Juni 1992 das Sakrament der Priesterweihe für das Bistum Đà Lạt.
Am 25. April 2018 ernannte ihn Papst Franziskus zum Bischof von Thanh Hóa. Der Erzbischof von Huế, sein Amtsvorgänger Joseph Nguyễn Chí Linh, spendete ihm am 27. Juni desselben Jahres die Bischofsweihe. Mitkonsekratoren waren der Bischof von Phát Diệm, Joseph Nguyên Năng, und der Koadjutorbischof von Đà Lạt, Dominic Nguyễn Van Manh.